# داريو جرجيا
داريو جرجيا (بالكرواتية: Dario Gjergja) مواليد 21 أغسطس 1975 في زادار، هو مدرب كرة سلة كرواتي ولاعب معتزل. يدرب نادي أوستند لكرة السلة في الدوري البلجيكي لكرة السلة الدرجة الأولى.

## الإنجازات
- الدوري البلجيكي لكرة السلة الدرجة الأولى (5): 2011–12، 2012–13، 2013–14، 2014–15، 2015-16
- كأس بلجيكا لكرة السلة (5): 2012–13، 2013–14، 2014–15، 2015-16، 2016-17
- كأس السوبر البلجيكية لكرة السلة (2): 2014، 2015